# Lo chiamavano Trinità...
Lo chiamavano Trinità... (Le llamaban Trinidad en España, Me llaman Trinity en Argentina, Chile, Perú y Venezuela, y Mi nombre es Trinity en México) es una película italiana dirigida por Enzo Barboni, protagonizada por Terence Hill y Bud Spencer y estrenada por primera vez en 1970. Pertenece al subgénero conocido como spaghetti western, aunque en este caso es un spaghetti western en tono de comedia, con los mamporros típicos de las películas protagonizadas por Hill y Spencer. En esta película, además, el personaje interpretado por Terence Hill (Trinidad) posee una gran destreza en el uso del revólver. La película fue un gran éxito y lanzó a la fama internacional a sus actores principales.
A Lo chiamavano Trinità... siguió una secuela realizada en 1971, Continuavano a chiamarlo Trinità, que a su vez fue seguida por una tercera parte en 1995 (Trinità & Bambino... e adesso tocca a noi!, en español titulada Trinidad y Bambino: tal para cual), la cual ya no fue protagonizada por Terence Hill y Bud Spencer sino por otros dos actores que interpretaban a los hijos de Hill y Spencer.

## Argumento
Después de atravesar un desierto, Trinidad (Terence Hill) se encuentra con su hermano (apodado «el Niño», interpretado por Bud Spencer), para descubrir que es el sheriff de un pequeño pueblo. Trinidad decide quedarse allí para descansar y comer. Su hermano le pide que se vaya, pero Trinidad le ruega que le deje ocupar el puesto de ayudante, y así poder mantener a raya al malvado alcalde entre los dos.

## Reparto
- Terence Hill: Trinidad.
- Bud Spencer: El Niño.
- Steffen Zacharias: Jonathan.
- Dan Sturkie: Tobias.
- Gisela Hahn: Sarah.
- Elena Pedemonte: Judith.
- Farley Granger: Mayor Harriman

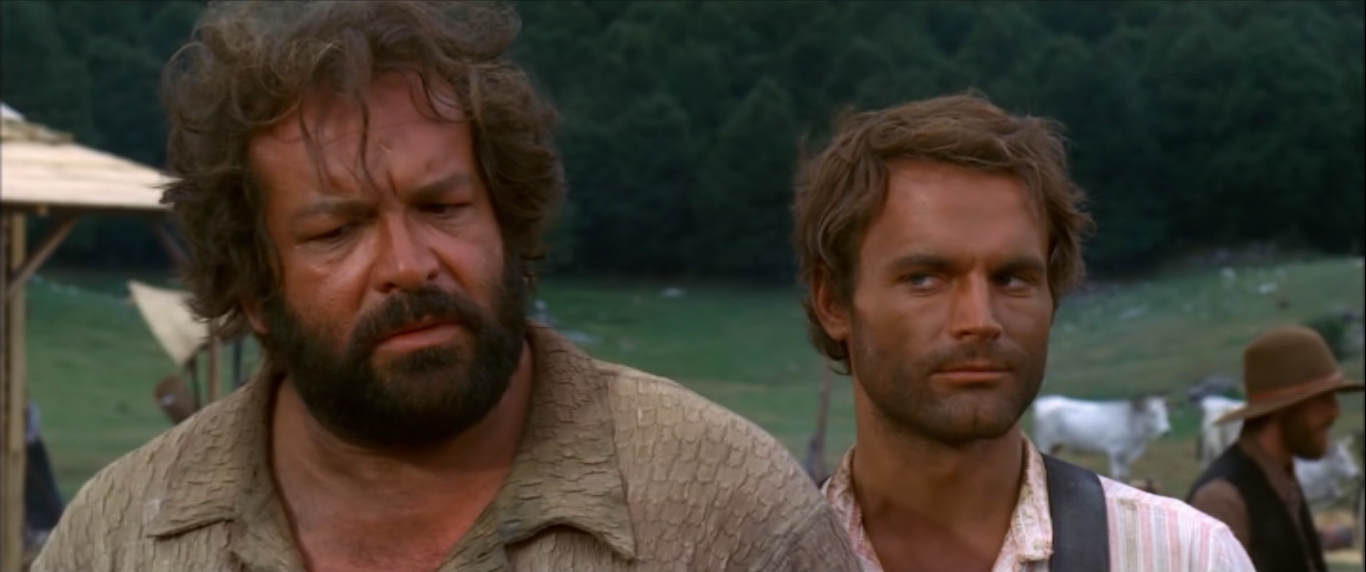
Los personajes de El Niño (Bud Spencer) y Trinidad (Terence Hill).

- Ezio Marano: Frank Faina y Weasel.
- Luciano Rossi: Timmy y Timid.
- Ugo Sasso: el sheriff Zoppo.
- Remo Capitani: Mezcal.
- Riccardo Pizzuti: Jeff.
- Paolo Magalotti: un sicario mayor.
- Vito Gagliardi.
- Antonio Monselesan: un cazarrecommpensas.
- Gaetano Imbró: un cazarrecompensas.
- Franco Marletta.
- Luigi Bonos: Ozgur.
- Roberto Alessandri: un sicario mayor.
- Artemio Antonini: un sicario mayor.
- Fortunato Arena: un tabernero.
- Dominic Barto: Mortimer.
- Giancarlo Bastianoni: un sicario.
- Omero Capanna: un sicario.
- Nazzareno Cardinali: un mormón.
- Angelo Casadei: un hombre del salón.
- Felice Ceciarelli: un sicario.
- Michele Cimarosa: un mexicano bebido.
- Alberto Dell'Acqua: un mormón.
- Arnaldo Dell'Acqua: un alborotador.
- Roberto Dell'Acqua: un alborotador.
- Mario Dionisi: un alborotador.
- Alberigo Donadeo: un mormón.
- Paolo Figlia: un sicario mayor.
- Lorenzo Fineschi: un mormón.
- Augusto Funari: un sicario.
- Mel Gaines: un forajido.
- Gilberto Galimberti: un sicario mayor.
- Oscar Giustini: un alborotador.
- Jess Hill: un niño de pecho alborotador.
- Alba Maiolini: un mormón.
- Emilio Messina: un alborotador.
- Osiride Pevarello: Gioele.
- Herman Reynoso: un mormón.
- Thomas Rudy: Emiliano.
- Sergio Smacchi: un hombre de Mezcal.
- Sergio Testori: un mormón.
- Pietro Torrisi: un secuaz mexicano.
- Bruno Ukmar: un mexicano.
- Franco Ukmar: un mexicano.
- Marcello Verziera: un cañonero.

Entre los dobles se encuentran: 
- Miguel Pedregosa
- Lorenzo Prieto: doble de Terence Hill.